# Цебржинський Олег Ігорович
Олег Ігорович Цебржинський (нар. 19 березня 1947, м. Москва, РСФРР — 28 квітня 2016, м. Полтава, Україна) — український вчений у галузі біології, доктор біологічних наук, професор, педагог.

## Біографія
Цебржинський Олег Ігорович народився 19 березня 1947 року в м. Москва. Родина у середині 50-х років переїхала до
Полтави, де у 1964 році Олег Ігорович закінчив середню школу. Працював робочим у Кустанайській землевпорядкувальній експедиції, а згодом препаратором у лабораторії біохімії Науково-дослідного інституту свинарства. Після закінчення Полтавського національного педагогічного університету у 1970 р. три роки працював учителем у сільських школах Полтавської області (села Жуки і Рунівщина).
З 1974 р. працював викладачем, старшим лаборантом, асистентом, доцентом (з 1995 р.), професором (з 2003 р.) кафедри біохімії Української медичної стоматологічної академії.
У 1988 році Олег Цебржинський організував Центральну науково-дослідну лабораторію в Українській медичній стоматологічній академії та був її першим керівником. Згодом до 2001 року завідував відділом вільно-радикальної біології. Одночасно у 2002—2004 рр. викладав токсикологію і екологію в Полтавському національному технічному університеті імені Юрія Кондратюка та у 2002—2007 рр. — біохімію, антропологію, екологію, біометрію в Кременчуцькій філії Міжнародного університету розвитку людини «Україна».
У 1992 році захистив кандидатську дисертацію «Вплив фториду натрію на процеси вільно-радикального окиснення та антиоксидантну систему організму тварин і людини» зі спеціальності 03.00.13 — фізіологія людини та тварин і 03.00.04 — біохімія. У 2001 році у Бєлгородській державній сільськогосподарській академії (Росія) Олег Цебржинський захистив докторську дисертацію «Прооксидантноантиоксидантный гомеостаз животных в норме и при различных воздействиях» за спеціальністю 03.00.13 — фізіологія людини і тварин та 03.00.04 — біохімія, а в 2004 р. пройшов переатестацію докторської дисертації у Київському національному університеті імені Тараса Шевченка на ступінь доктора біологічних наук України за спеціальністю 03.00.13 — фізіологія людини і тварин.
У 2004—2011 рр. працював у Миколаївському національному університеті завідувачем кафедри біології. Згодом повернувся до ПНПУ, де керував кафедрою біології та основ здоров'я людини з 2012 року.
Брав участь у численних наукових конференціях, був організатором тематичних конференцій («Фтор і життя» 1993 р., «Гемокоагуляція» 1993 р.), членом багатьох фахових товариств, головою обласного наукового товариства токсикологів, входив до екологічної комісії при Полтавському міськвиконкомі та комісії з біоетики. Брав участь у виконанні понад десятка науково-дослідних тем Міністерств охорони здоров'я та освіти і науки України. Часто консультував регіональну пресу.
Під його керівництвом захищено шість кандидатських дисертацій, він виступав опонентом і рецензентом численних робіт, а також брав участь у роботі спеціалізованих вчених рад в Інституті свинарства УААН та Херсонському державному університеті. Брав участь у роботі редколегій 3 наукових журналів («Актуальні проблеми сучасної медицини», «Світ психології та біології», «Світ біології та медицини».
Головна сфера наукових інтересів О. І. Цебржинського — прооксидантно-антиоксидантна система живого, її біохімічні, фізіологічні, токсикологічні цитологічні, молекулярно-біологічні аспекти. Серед наукових досягнень: розкриття біохімічних механізмів дії фтору на організм, ролі дихального вибуху фагоцитів, функції змін прооксидантно-антиоксидантної системи в онтогенезі, розмноженні, у розвитку типових патологій та інтоксикацій. Він уперше сформулював гіпотезу про роль активних форм кисню в еволюційних процесах через модифікацію генів, розробив методики кількісного визначення фторид-йонів і супероксиданіонрадикалу в біологічних зразках.
Автор 395 публікацій, з них — 19 монографій і навчальних посібників, а також 11 патентів у галузі біохімії та фізіології. Писав і на теми філософії науки, педагогіки та психології творчості.

### Родина
Син — Борис Олегович Шаталін (нар. 1983), лікар-рентгенолог Полтавської обласної лікарні ім. Скліфосовського.

### Вибрані праці
- Прооксидантно-антиоксидантная система семенников и спермы [Текст]: монография / О. И. Цебржинский, В. Ф. Почерняева, Н. А. Дмитренко ; Полтавский ун-т потребит. кооперации Украины. — Полтава: [б. в.], 2008. — 101 с.
- Избранные лекции по антропологии. — Полтава: ООО АСМІ, 2003. — 68 с.
- Прооксидантно-антиоксидантный гомеостаз животных в норме и при различных воздействиях [Текст]: автореф.дис… д-ра биол.наук / О. И. Цебржинский ; Белгородская ГСХА. — Белгород, 2001. — 32 с.
- Козырев А. В., Ахметов И. И., Цебржинский О. И. Гены семейства ядерных рецепторов, активируемых пролифераторами пероксисом и предра // Ученые записки университета имени П. Ф. Лесгафта — 1(71) — 2011 год.

## Виноски
1. ↑  Кафедра біології та основ здоров'я людини. 15 червня 2013. Архів оригіналу за 15 червня 2013. Процитовано 27 серпня 2013.
2. ↑  Цебржинский Олег Игоревич. Архів оригіналу за 16 серпня 2013. Процитовано 27 серпня 2013.
3. ↑  Цебржинский, Олег Игоревич. Биохимические изменения при фтористой интоксикации в эксперименте и их коррекция: автореферат дис. … кандидата биологических наук : 03.00.04 / Днепропетровский гос. ун-т. — Днепропетровск, 1990. — 15 с
4. ↑  Цебржинский, Олег Игоревич. Прооксидантно-антиоксидантный гомеостаз животных в норме и при различных воздействиях. Архів оригіналу за 27 квітня 2012. Процитовано 27 серпня 2013.
5. ↑  Наукові дослідження. Архів оригіналу за 1 вересня 2013. Процитовано 27 серпня 2013.
6. ↑  Правденко Ольга. Чому у Полтаві гинуть птахи: версія науковця. Архів оригіналу за 17 червня 2012. Процитовано 27 серпня 2013.